# Шиннер, Эмили
Эмили Шиннер (англ. Emily Shinner; 7 июля 1862, Челтнем — 17 июля 1901, Лондон) — английская скрипачка, основательница одного из первых в Европе женских струнных квартетов.
Родилась в семье владельца пивоварни, музыканта-любителя. Училась в Королевской академии музыки, затем совершенствовала своё мастерство в Берлине под руководством Генриха Якобсена (1851—1901), после чего в 1877—1882 гг. занималась уже в Королевской высшей школе музыки у Йозефа Иоахима.
Вернувшись в 1882 году в Англию, впервые привлекла к себе широкое внимание в 1884 году, заменив в составе струнного квартета заболевшую леди Халле. В дальнейшем концертировала как солистка в Лондоне, Бирмингеме, Лидсе и других английских городах, в 1885 г. гастролировала в Берлине в составе трио, представив немецкой публике произведение Джорджа Джона Беннетта.

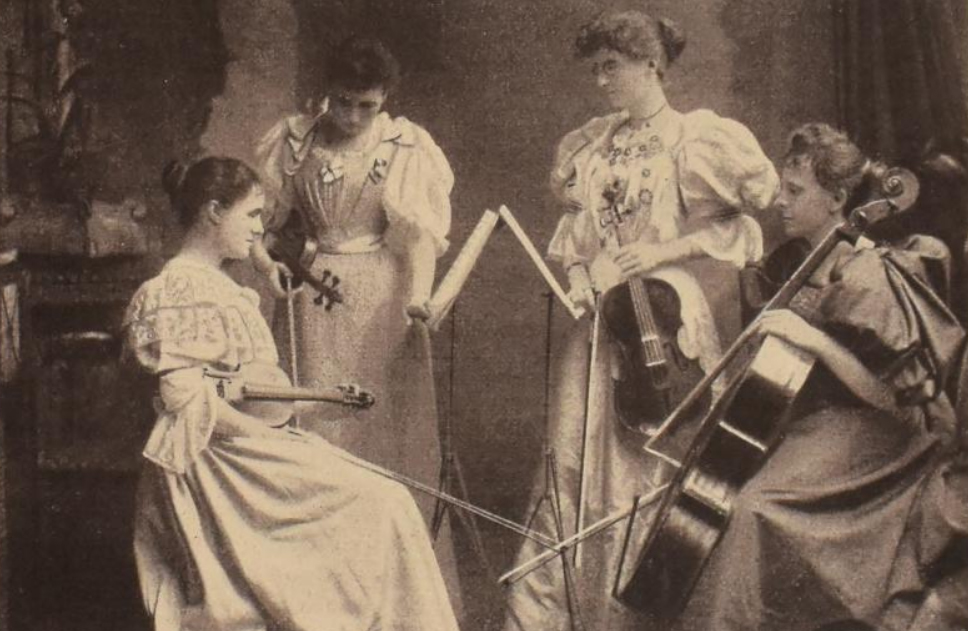
Эмили Шиннер (слева) и её струнный квартет

С 1885 г. преподавала на женском отделении Королевского колледжа Лондона. В 1886 г. вместе с двумя другими преподавательницами, Сесилией Гейтс (альт) и Флоренс Хеммингс (виолончель), основала женский струнный квартет (партию второй скрипки исполняли разные скрипачки, в том числе Агнес Чечулин).
В 1888 г. вышла замуж за капитана Огастаса Фредерика Лидделла (1852—1929), троюродного брата Алисы Лидделл, после чего заметно сократила количество выступлений, а в 1891 г. передала руководство своим квартетом Габриэле Витровец.
Мать троих детей, младший из которых, Гай Лидделл — крупный деятель британской разведки.